# Charles Scribner III
Charles Scribner III (n. 26 ianuarie 1890, New York City, New York, SUA – d. 11 ianuarie 1952, New York City, New York, SUA), cunoscut și sub numele de Charles Scribner Jr., a fost un editor american, care a îndeplinit funcția de președinte al editurii Charles Scribner's Sons începând din 1932.

## Biografie
S-a născut la 26 ianuarie 1890, ca fiu al lui Charles Scribner II. A absolvit Universitatea Princeton în 1913, apoi a început să lucreze pentru editura Charles Scribner's Sons. A murit la 11 februarie 1952.